# Oblatio vitae

„Váhy spravedlnosti“ – kanonické právo katolické církve

Latinský termín Oblatio vitae znamená „svobodná oběť (tj. ,obětováníʻ) života“, je kategorie, podle níž může být osoba prohlášena za „blahoslavenou“ v rámci kanonizačního řízení římskokatolické církve.
Tuto kategorii zavedl papež František ve svém apoštolském listě Maiorem hac dilectionem (česky Větší láska než tato) vydaném 11. července 2017.
Apoštolský list Maiorem hac dilectionem rozšiřuje tradiční pojetí křesťanského mučednictví, které bylo vyhrazeno výhradně těm, kdo byli zabiti z nenávisti k víře (lat.: in odium fidei). Neslouží k definici mučednictví, ale je alternativním kritériem mučednictví, protože navíc existuje nejen mučednictví in odium fidei, ale také mučednictví in defensum castitatis nebo per testimonium caritatis heroicis.